# Чаплин, Чарльз
Сэр Чарльз Спе́нсер (Ча́рли) Ча́плин (англ. Charles Spencer «Charlie» Chaplin; 16 апреля 1889, Уолворт, Большой Лондон — 25 декабря 1977, Корсье-сюр-Веве, Во) — британский и американский актёр, кинорежиссёр, сценарист, композитор, продюсер и монтажёр. Универсальный мастер кинематографа, создатель одного из самых знаменитых образов мирового кино — образа бродяги Чарли, появившегося в короткометражных комедиях, поставленных на поток в 1910-е годы на киностудии «Кистоун». Чаплин активно использовал приёмы пантомимы и буффонады, хотя начиная с 1920-х годов в его творчестве стали проходить значительно более серьёзные социальные темы, чем это было в раннем периоде короткометражного кино. Начиная с апреля 1914 года Чаплин стал выступать в качестве режиссёра и автора сценария большинства фильмов с собственным участием, с 1916 года он также продюсировал фильмы, а с 1918 года — писал музыку.
Вместе с Мэри Пикфорд, Дугласом Фэрбенксом и Дэвидом Гриффитом Чарльз Чаплин основал киностудию United Artists в 1919 году.
Лауреат премии Американской киноакадемии 1973 года за лучшую музыку к фильму и двукратный обладатель почётного «Оскара» — 1929 года и 1972 года (со следующими формулировками своих особых заслуг: "за универсальность и гениальность в актёрской игре, написании, режиссировании и продюсировании фильма «Цирк» и «за бесценный вклад в то, что в этом веке кинематограф стал искусством»). Первый лауреат почётного «Оскара». Младший брат актёра Сидни Чаплина.
Чарли Чаплин был одним из самых творческих и влиятельных людей в эпоху немого кино. На его творчество большое влияние оказал французский комик и киноактёр Макс Линдер, которому он посвятил один из своих фильмов.
Его карьера началась ещё в викторианскую эпоху, когда маленький Чарли впервые вышел на сцену мюзик-холла в Великобритании, и, растянувшись на 75 лет, продолжалась практически до самой смерти артиста в возрасте 88 лет. После оглушительного успеха в Голливуде Чаплин был вынужден покинуть США под натиском громких скандалов, разоблачений, касающихся подробностей личной жизни и обвинений в сочувствии идеям коммунизма в эпоху маккартизма в начале 1950-х годов.
В 1999 году Американский институт киноискусства поставил Чарли Чаплина на 10-е место в списке 100 величайших звёзд кино за 100 лет среди мужчин. В 2008 году Мартин Сифф в рецензии на книгу «Чаплин: жизнь» написал: «Чаплин был не просто большим человеком, он был гигантом. В 1915 году он ворвался в мир словно привидение со своим даром комедии, смеха и помощи, в то время, когда всё разрывалось на части в Первой мировой войне, и продолжал творить в течение следующих 25 лет — и во время Великой депрессии, и во время возвышения Адольфа Гитлера». Джордж Бернард Шоу называл Чаплина «единственным гением, который вышел из киноиндустрии».

## Биография

### Детство в Англии (1889—1909)

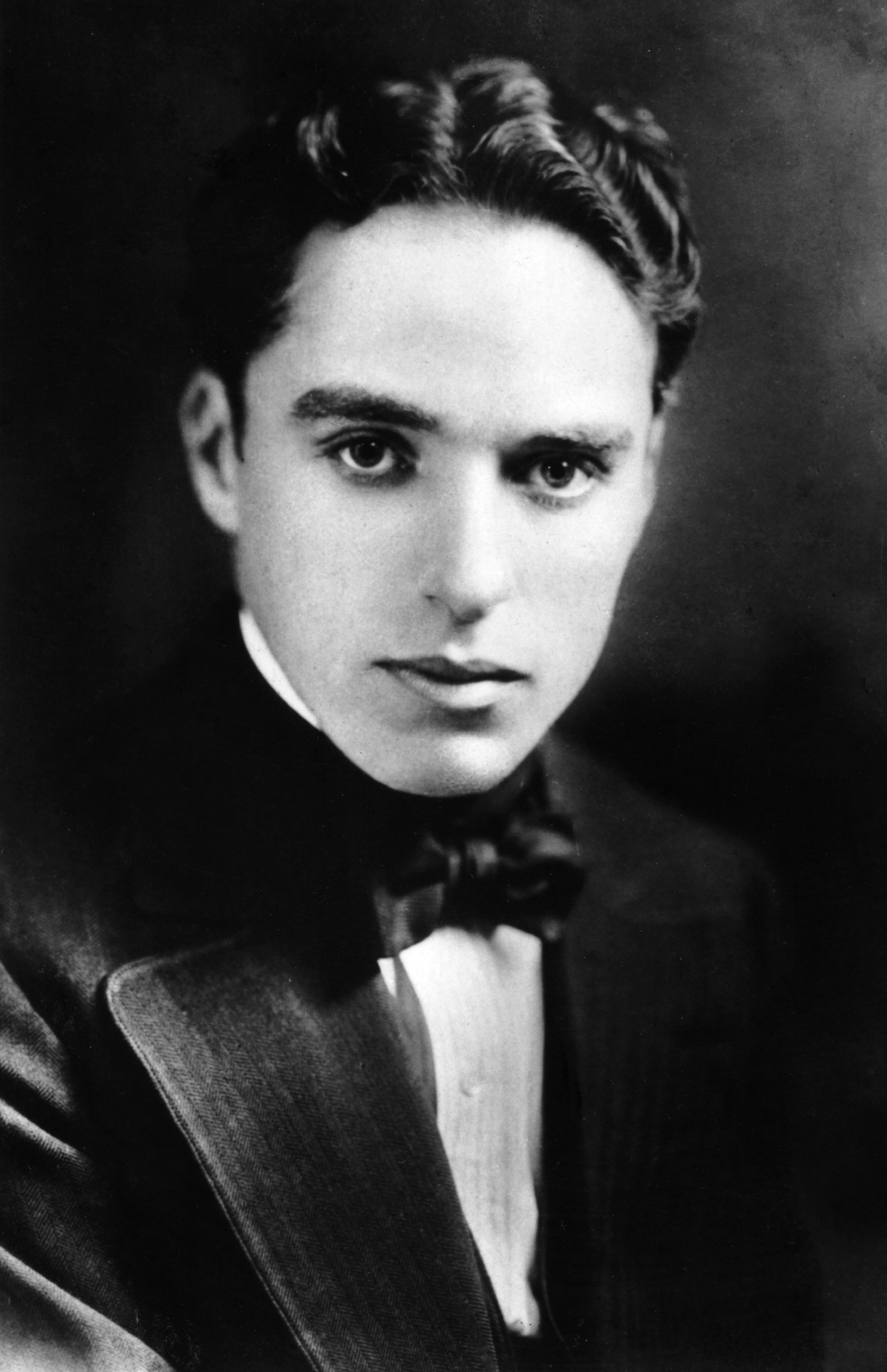
Чарли Чаплин (1907—1910)

Чарли Чаплин родился 16 апреля 1889 года в Лондоне, в 8 часов вечера, на улице Ист-стрит, в районе Уолворта в семье артистов мюзик-холла. Вскоре после его рождения семья переехала на Уэст-сквер, по Сент-Джордж-роуд, в Лэмбете. Его родители — Чарльз Спенсер Чаплин-старший и Ханна Чаплин (по сцене Лили Герли) — были эстрадными актёрами. Мать выступала с песнями и танцами в различных театрах, в том числе в антрепризе известных композиторов, авторов популярных оперетт — Гилберта и Салливана. Незадолго до свадьбы с Чаплином-старшим Ханна родила Сидни Хилла, единоутробного брата Чарли, от некоего еврея по фамилии Хоукс. Позже Сидни получил фамилию Чаплин, как у брата, отчима и матери после замужества.
Чарльз Чаплин-старший — обладатель приятного баритона — был в середине 1880-х годов очень популярен в лондонских мюзик-холлах. Ему неоднократно приходилось гастролировать в Европе, выступал он и в Нью-Йорке. В его репертуаре встречались и песенки, сочинённые им самим. Сценическая карьера Чарльза Спенсера Чаплина-старшего закончилась трагически: он начал пить и умер 9 мая 1901 года в лондонском госпитале Св. Фомы в возрасте 37 лет. Бабушка по отцовской линии, умершая, когда Чарли ещё не было 6 лет, происходила из семьи Смитов, которые принадлежали к цыганам, чем сам актёр чрезвычайно гордился, хотя и описал это в своей биографии как «скелет в семейном шкафу» (или «очень страшная тайна»).
Чарли впервые выступил на сцене в 1894 году, в возрасте пяти лет, заменив в программе мюзик-холла свою мать. Из-за проблем с гортанью[каких?] позже она и вовсе потеряла голос, необходимый для певческой работы. Маленький Чарли сорвал овации зрителей, ставших бросать на сцену монетки и купюры. Он ещё сильнее покорил публику, начав с детской непосредственностью собирать эти деньги прямо во время выступления, после чего вернулся на сцену и закончил песню из репертуара матери. На сцене Ханна больше не появлялась.
В 1896 году Ханна тяжело заболела, потеряла рассудок и позже была помещена в психиатрическую клинику. На некоторое время своего родного сына и пасынка забрал к себе Чарльз Чаплин-старший, у которого уже была новая жена и сын, на 4 года младше своего единокровного брата Чарли. Впоследствии Сид и Чарли (вместе с матерью) оказались в работном доме в Ламбете, а затем были отданы в школу для сирот и бедных детей. Они вынуждены были самостоятельно зарабатывать на жизнь.
В конце 1898 года Чаплин поступил в детскую танцевальную группу «Восемь ланкаширских парней». Позднее критики называли фильмы Чаплина «фильм-балет». На рождество 1900 года «Ланкаширские парни» участвовали в пантомиме «Золушка»; Чаплин в костюме кошки впервые получил возможность рассмешить зрителей. Весной 1901 года Чаплин уходит из «Ланкаширских парней». Чарли редко посещал школу, работал продавцом газет, помощником врача, в типографии и т. д., но нигде подолгу не задерживался из-за малого возраста.
В 1903 году он (в возрасте 14 лет) получил постоянную работу в театре и роль посыльного Билли в пьесе «Шерлок Холмс» Уильяма Джиллета. В это время Чаплин был практически неграмотным. Когда ему вручили текст роли, он боялся, что его попросят прочитать вслух несколько абзацев. Роль ему помог выучить брат Сидни. Через два года он сыграл этого же персонажа в пародийной пьесе Джиллетта «Шерлок Холмс в трудном положении». В течение нескольких лет Чарли был актёром в варьете. С 16 лет регулярно играл на скрипке по много часов в день, брал уроки у театрального дирижёра или его знакомых.
Поворотным моментом в жизни Чаплина становится получение 21 февраля 1908 года места актёра в театральном предприятии Фреда Карно, которое поставляло готовые скетчи и пантомимы для целого ряда мюзик-холлов. Вскоре он становится одним из ключевых актёров в ряде постановок (некоторые из них он позже адаптировал для экрана).

### Первые годы в США
Чаплин с труппой Карно был на гастролях в США с сентября 1910 года по июнь 1912 года. В 1912 году он на пять месяцев возвращается в Англию, а 2 октября вместе с труппой Карно вновь приезжает в США, и на сей раз принимает решение остаться в этой стране. Чаплин делил одну комнату с Артуром Стенли Джефферсоном, который позже прославится под псевдонимом Стэн Лорел.
Во время одного из выступлений Чаплина заметил кинопродюсер Мак Сеннет. Игра Чарли понравилась Маку и он пригласил артиста на работу в свою студию «Кистоун». 23 сентября 1913 года Чаплин заключил контракт с «Кистоун» с жалованием в 150 долларов в неделю.
Первоначально молодому актёру было трудно приспособиться к новым для него требованиям кинематографа. После первого фильма Сеннетт даже заявлял, что решение взять в команду Чаплина было ошибочным. Многие историки и биографы сходятся во мнении, что на решение Сеннета дать Чарли ещё один шанс повлияла Мэйбл Норманд, в то время — одна из главных звёзд студии.
Мак Сеннет с трудом, но всё же дал возможность Чаплину сниматься дальше. Однако постепенно картины с молодым актёром стали приносить прибыль, и Чаплин стал одной из звёзд киностудии. Чаплин поступил в распоряжение Норманд, выступавшей в качестве сценариста и режиссёра, но Чарльз хотел сам делать свои фильмы. На съёмочной площадке они часто ссорились и не соглашались с решениями друг друга. Но это не испортило их отношений. Чаплин и Норманд остались друзьями: и после того, как восходящей звезде дали возможность самостоятельно снимать кино, и после того, как он покинул «Кистоун».

### Появление образа Бродяги, рост популярности (1914—1918)

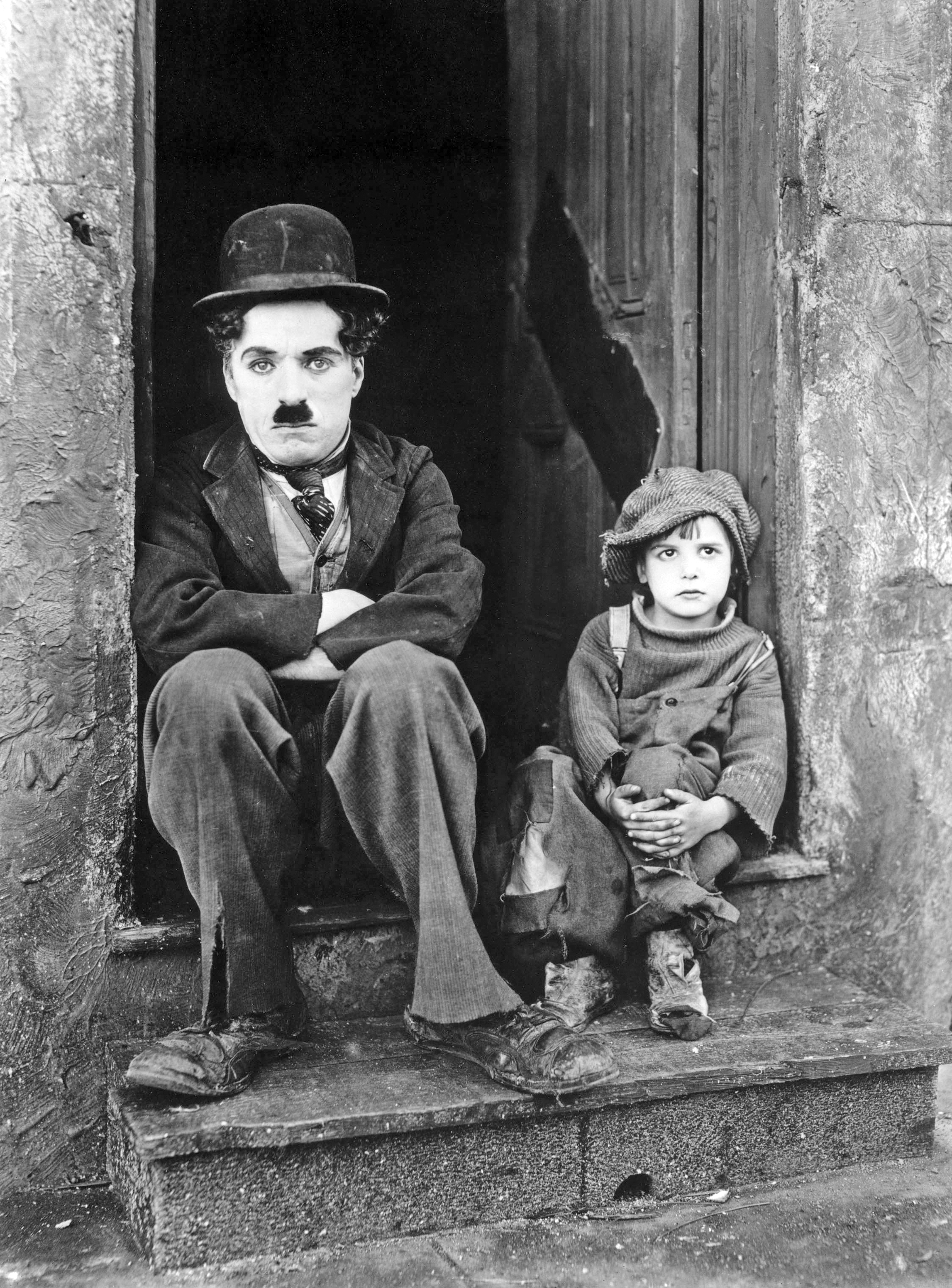
Чарли Чаплин и Джеки Куган в фильме «Малыш»

Поначалу Чаплин пытался имитировать довольно грубый стиль сеннетовских комедий-экспромтов, однако успех ему принёс именно отход от этого стиля. Вскоре он стал знаменитым киноактёром и начал формировать и оттачивать свой экранный образ. Поначалу его персонаж Чез (на съёмочных «хлопушках» в сохранившихся рабочих дублях он обозначался как Chas Chaplin; Авенариус называет его «Чейс») выглядел нагловатым жуликом и ловеласом, однако постепенно в нём появляется всё больше человеческой теплоты и лиризма, который зритель привык связывать с образом «Маленького Бродяги».
Бродяга впервые появился в комедии «Детские автомобильные гонки», премьера которой состоялась 7 февраля 1914 года. Вместе с тем Чаплин придумал костюм бродяги для фильма «Необыкновенно затруднительное положение Мэйбл», снятого на несколько дней раньше, но выпущенного позже, 9 февраля. Мак Сеннет попросил Чаплина пойти как-нибудь загримироваться, и, по воспоминаниям Чаплина в автобиографии, это произошло следующим образом:

Я не знал, как мне гримироваться. Моя внешность в роли репортёра мне не нравилась. По пути в костюмерную я мгновенно решил надеть широченные штаны, которые сидели бы на мне мешком, непомерно большие башмаки и котелок, а в руки взять тросточку. Мне хотелось, чтобы в моём костюме всё было противоречиво: мешковатые штаны и слишком узкая визитка, котелок, который был мне маловат, и огромные башмаки. Я не сразу решил, буду ли я старым или молодым, но, вспомнив, что Сеннет счёл меня слишком молодым, наклеил себе маленькие усики, которые, по моему мнению, должны были делать меня старше, не скрывая при этом моей мимики.
Одеваясь, я ещё не думал о том, какой характер должен скрываться за этой внешностью, но как только я был готов, костюм и грим подсказали мне образ. Я его почувствовал и, когда я вернулся в павильон, мой персонаж уже родился.

«Бродяга» получился довольно разносторонним и противоречивым — несмотря на название образа, которое соответствует его социальному статусу, у него утончённые манеры, одежда и достоинство джентльмена. Чаплин в автобиографии писал о своём персонаже:

…Он очень разносторонен — он и бродяга, и джентльмен, и поэт, и мечтатель, а в общем это одинокое существо, мечтающее о красивой любви и приключениях. Ему хочется, чтобы вы поверили, будто он учёный, или музыкант, или герцог, или игрок в поло. И в то же время он готов подобрать с тротуара окурок или отнять у малыша конфету. И, разумеется, при соответствующих обстоятельствах он способен дать даме пинка в зад, — но только под влиянием сильного гнева.

Чаплин стремился уйти от «комедии пощёчин» (слэпстик), в жанре которых снимались все комедии того времени. В фильме «Ссудная касса» Бродяга в сцене увольнения показал жестом, что у него несколько детей, которых нужно кормить. Чаплин заметил, что зрители, находящиеся на съёмочной площадке, смахивают слезу. После этого образ Бродяги стал обретать лирические и трагические черты.
Маленький Бродяга стал одним из самых тиражируемых образов в массовой культуре XX века. Образу Бродяги подражали Радж Капур в фильме «Господин 420», классик советской клоунады Карандаш, Александр Калягин в фильме «Здравствуйте, я ваша тётя!» и т. д.
По отдельности большинство элементов образа уже использовали до Чаплина другие комики. Знаменитую стойку с опорой на тонкую тросточку Чаплин взял у своего отца — он видел её на одной из семейных фотографий. «Толстяк» Арбакл уже демонстрировал в кино шляпу своего отчима и огромные штаны, которые очень соответствовали его образу. Честер Конклин использовал в комедийных фильмах фрак, а Форд Стерлинг надевал для съёмок огромные, 47-го размера, ботинки. Использование усиков тоже было не новинкой — до Чаплина их носил Мак Суэйн. Но вместе же эти элементы, а также небольшие дополнения (например, Чаплин решил поменять местами ботинки — на левую ногу надевал правый ботинок, а на правую — левый, также он впервые использовал ротанговую трость), позволили создать уникальный образ Бродяги.
Популярность Чаплина подпитывали кинотеатры, устраивавшие конкурсы его двойников. Когда в 1915 году сам Чаплин, принявший участие в подобном конкурсе в одном из кинотеатров в Сан-Франциско, не смог дойти до финала, в интервью репортёру газеты Chicago Herald он сказал: «Меня подмывает давать уроки чаплинской походки чисто из жалости, равно как из желания видеть, что это делается правильно».
Постепенно осваивая всё новые аспекты кинопроизводства, Чаплин перестал удовлетворяться только актёрской работой и уговаривает Сеннета разрешить ему самому ставить фильмы. Вскоре Чаплин решил, что работа на Сеннета ограничивает его творческие возможности, и ушёл из «Кистоун».
Он самый знаменитый человек в мире ... он затмевает славу Жанны д'Арк, Людовика XIV и Клемансо. Только Христос и Наполеон могли бы соперничать с ним в известности. 
В 1914 году Чаплин самостоятельно снял свой первый фильм («Застигнутый дождём»), в котором он выступил в качестве актёра, режиссёра и сценариста.
Заработки Чаплина быстро росли: если в 1914 году в «Кистоун» он получал 150 долларов в неделю, то уже в 1915 году в студии «Эссеней Филм» (Essanay Film) — 1250 в неделю плюс бонус 10 000 за контракт; в 1916—1917 годах, в «Мьючуэл Филм» (англ. Mutual Film) — 10 000 в неделю, плюс 150 000 за контракт. В 1917 году Чаплин заключил со студией «Фёрст Нэшнл» (First National Pictures) контракт на 1 миллион долларов, становясь по тем временам самым дорогим актёром в истории.
В те же годы собирается постоянная команда «актёров Чаплина», которых он чаще всего снимал в своих фильмах. В неё входили:
- Эдна Пёрвиэнс — возлюбленная главного героя;
- Эрик Кэмпбелл, Бад Джемисон, Джон Рэнд — соперник главного героя;
- Генри Бергман — добродушный толстячок;
- Альберт Остин — комик-простак;
- Джеймс Т. Келли — пожилой простак;
- Лео Уайт — манерный элегантный джентльмен;
- и другие.

### Деятельность в United Artists (1919—1939)

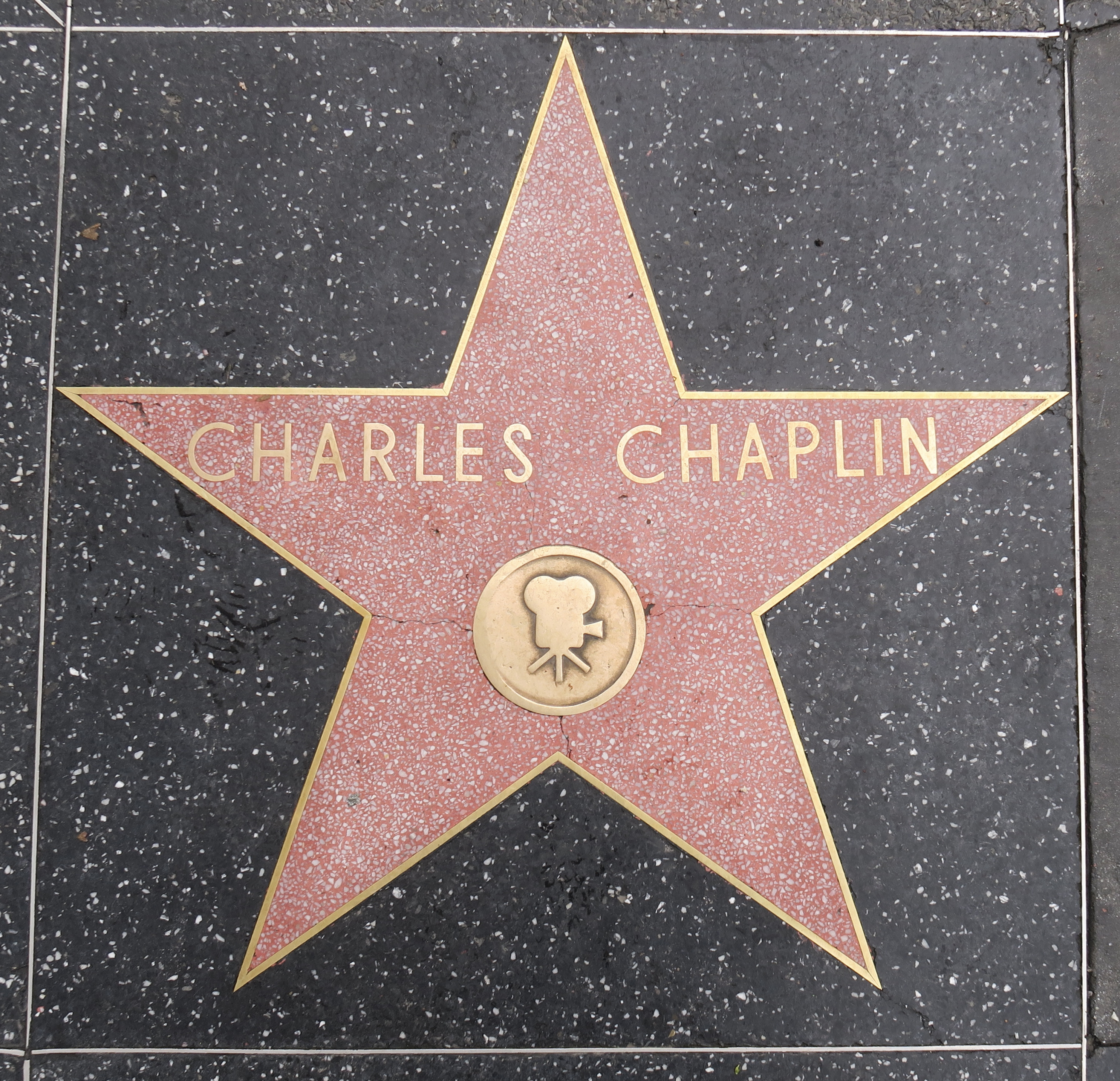
Звезда Чарльза Чаплина на Голливудской «Аллее славы»

Со временем Чаплин решил обрести творческую самостоятельность и в 1919 году основал студию «Юнайтед Артистс» совместно с Мэри Пикфорд, Дугласом Фэрбэнксом и Дэвидом У. Гриффитом. Они стремились избавиться от растущего влияния кинопрокатчиков и финансистов на голливудские студии. Этот шаг окончательно развязал руки Чаплину в создании собственных независимых фильмов. Чарльз работал в «Юнайтед Артистс» до самого своего отъезда из Америки в начале 1950-х годов.
Все фильмы, снятые Чаплином на киностудии «Юнайтед Артистс», были полнометражными. Первой стала картина «Парижанка» (1923), нетипичная для творчества Чаплина психологическая драма, в которой сам режиссёр появился лишь в роли камео. «Парижанка» была встречена американскими зрителями довольно прохладно. Поклонники образа Бродяги были далеки от тематики светских драм. В то же время картина понравилась критикам и кинематографистам. Этот фильм убедил творческую интеллигенцию в том, что Чаплин — прежде всего автор.
Затем последовали классические картины «Золотая лихорадка» (1925) и «Цирк» (1928).
В 1921 году Чаплин совершил путешествие в Европу на лайнере «Олимпик», брате «Титаника». В Лондоне и Париже при его появлении собираются огромные толпы. За три первых дня в Лондоне Чаплин получил 73 000 писем. В Берлине его никто не знал, в послевоенной Германии фильмы Чаплина не показывались. Второй визит в Европу Чаплин совершил в 1931 году — во время премьеры фильма «Огни большого города». В третий раз Чаплин побывал в Европе в 1936 году во время показа фильма «Новые времена».
До 1922 года Чаплин не имел собственного дома — жил в арендованных домах, гостиницах и клубе. В 1922 году Чаплин построил себе дом в Беверли-Хиллс. В доме, кроме сорока комнат, были кинозал и орга́н.
Чаплин был дружен с известным глухим пейзажистом Гренвиллем Редмондом, который учил Чарли пантомиме. Взамен Чаплин организовал Гренвиллю студию и снимал его в своих фильмах.
Славу Чаплину принесло немое кино и, хотя звук появился в фильмах уже в 1927 году, Чарли остаётся верным старой кинотехнике ещё целое десятилетие. Первой полностью звуковой картиной Чаплина стал «Великий диктатор» — антигитлеровский фильм, снятый в 1940 году. Он же стал последним фильмом, где использовался образ бродяжки-Чарли.

### Начало гонений в США
Во времена маккартизма в США Чаплина стали обвинять в антиамериканской деятельности и подозревать в нём тайного коммуниста. Глава ФБР Эдгар Гувер дал указание активизировать работу по сбору на Чаплина обширного досье, начатого ещё в 1930-е годы, и пытался выдворить актёра из страны. Преследование Чаплина со стороны ФБР выросло после того, как он провёл в 1942 году кампанию в поддержку открытия второго фронта, и достигло критического уровня в конце 1940-х годов, когда конгрессмены угрожали привлечь его в качестве свидетеля на слушаниях в конгрессе. Этого не случилось, возможно, из опасения, что Чаплин мог сочинить сатиру на своих преследователей.
В 1952 году Чаплин создаёт фильм «Огни рампы» — рассказ о судьбе творческого человека и о творчестве вообще. 17 сентября 1952 года Чаплин отправился в Лондон на мировую премьеру «Огней рампы» и Эдгар Гувер добился от иммиграционных властей запрета на обратный въезд актёра в страну.
Чаплин поселился в Швейцарии, в городе Веве.

### Последние работы

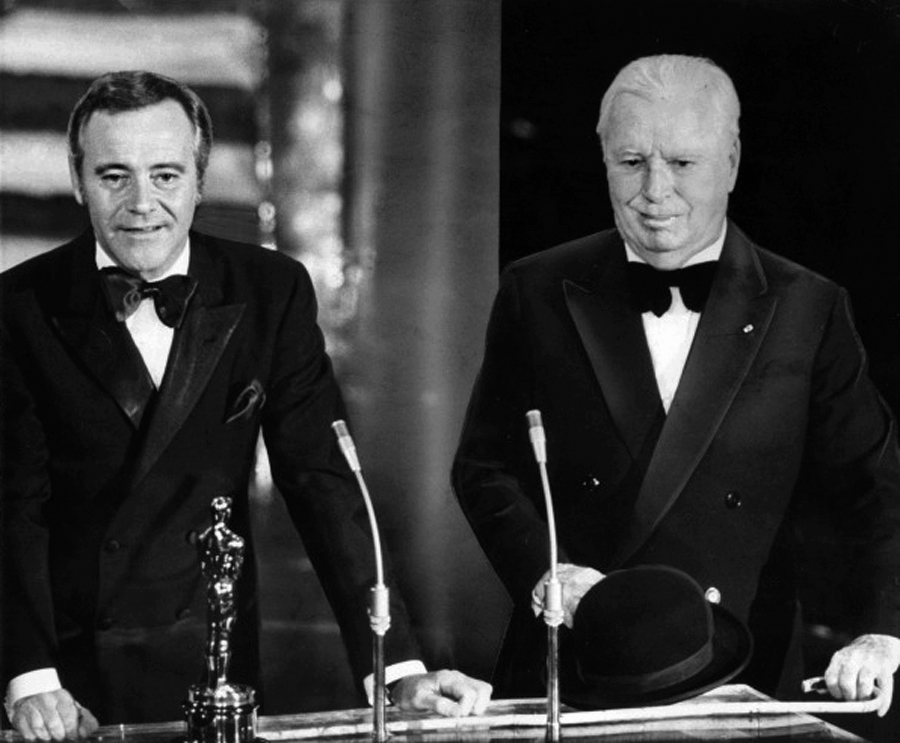
Почётный «Оскар» Чаплину вручает Джек Леммон (1972 год)

В Швейцарии Чаплин пишет музыку к своим немым фильмам, озвучивает фильм «Золотая лихорадка».
В 1948 году Чаплин написал повесть «Footlights» («Рампа»), которая легла в основу фильма «Огни рампы».
Актёр был награждён Международной премией Мира в 1954 году.
В своём фильме «Король в Нью-Йорке» (1957) Чаплин сам исполняет главную роль.
В 1964 году Чаплин издал свои мемуары, которые легли в основу биографического художественного фильма «Чаплин» (1992).
В 1965 году Чаплин стал лауреатом премии Эразма.
Последний фильм «Графиня из Гонконга» Чаплин ставит по своему сценарию в 1967 году; главные роли в фильме исполнили Софи Лорен и Марлон Брандо.

### Признание и смерть
В 1952 году Чаплин стал великим офицером ордена «За заслуги перед Итальянской Республикой», а в 1971 году — командором ордена Почётного легиона.
В 1972 году он во второй раз получил почётного «Оскара». Для этого он приехал на короткое время в США — ему выдали лишь ограниченную визу. 4 марта 1975 года Чаплин был посвящён в рыцари королевой Елизаветой II.
Чарльз Спенсер Чаплин скончался во сне 25 декабря 1977 года, на 89-м году жизни, в своём доме в Корсье-сюр-Веве, Швейцария. Похоронен на местном кладбище.

### Похищение тела Чаплина с целью получения выкупа
1 марта 1978 года гроб с телом Чаплина был выкопан и похищен с целью получения выкупа двумя безработными иммигрантами, поляком Романом Вардасом и болгарином Ганчо Ганевым. В мае полиция арестовала преступников; гроб с телом Чаплина они зарыли в поле неподалёку от близлежащей деревни Новиль. 17 мая 1978 года тело актёра было перезахоронено на прежнем месте под 1,8 м железобетона.
В память о Чарли Чаплине установлен памятник на берегу Женевского озера в городе Веве.

## Личная жизнь
Чаплин был женат четыре раза, у него было 12 детей. Некоторые из них также пробовали себя на актёрском поприще, но широкую известность при этом приобрела лишь киноактриса Джеральдина Чаплин. Сын Чарльза Сидни Чаплин стал известным театральным актёром. Кроме того, известность получили внуки артиста — испанская актриса Уна Чаплин и швейцарский актёр, режиссёр, акробат Джеймс Тьерре.

### Суд о признании отцовства
В 1943 году актриса Джоан Бэрри подала в суд Калифорнии иск о признании Чаплина отцом её ребёнка. Анализ крови однозначно показал, что Чаплин не является отцом. Но федеральные власти всё-таки предъявили Чаплину обвинения в нарушении закона Манна, который был принят для борьбы с проституцией. После запрещения публичных домов закон устарел, но федеральные власти пользовались законом для расправы с политическими противниками. Даже после объявления результатов анализа крови расследование не было прекращено.
В автобиографии Чаплин писал, что ему предлагали сведения о том, что нацистские организации использовали Джоан Берри для расправы с ним, но по требованию адвоката Чаплина эти факты не оглашались в судебном заседании.
В 1944 году судом присяжных Чаплин был признан невиновным по всем пунктам обвинения.
Вслед за этим был возбуждён второй иск о признании отцовства — это стало возможным благодаря тому, что опекунство над ребёнком было передано суду и для начала процесса участие Джоан Берри уже не требовалось. Первое слушание закончилось безрезультатно (присяжные не пришли к соглашению). После второго слушания, несмотря на то, что анализ крови доказывал, что Чаплин не может быть отцом ребёнка Джоан Берри, был вынесен неблагоприятный для Чаплина приговор, согласно которому он должен был выплачивать ребёнку денежное содержание вплоть до его совершеннолетия.
Из-за судебного процесса Чаплин работал над сценарием фильма «Месье Верду» почти два года, тогда как на съёмки картины ушло всего три месяца.

### Личная жизнь

#### Хетти Келли
Хетти Келли — танцовщица, первая любовь Чаплина. Они познакомились в Лондоне, когда Чаплину было 19 лет, а Хетти 14. После пяти свиданий они расстались. Позднее Хетти Келли вышла замуж, Чаплин лишь несколько раз общался с её братом. Хетти Келли умерла в 1918 году во время пандемии «испанки». Чаплин узнал об этом только в 1921 году.

Эдна Пёрвиэнс в фильме «Бегство в автомобиле» 1 апреля 1915 г.

#### Эдна Пёрвиэнс
Эдна Пёрвиэнс и Чаплин познакомились в 1915 году в Лос-Анджелесе во время съёмок второго фильма Чаплина для студии Эссеней. Эдна Пёрвиэнс поддерживала романтические отношения с Чаплином во время их совместной работы в студиях Essanay и Mutual Films в 1916—1918 годах. В 1918 году Эдна начала встречаться с актёром Томми Мейганом из компании «Парамаунт». Эдна оставалась главной актрисой в фильмах Чаплина до 1923 года. Чаплин еженедельно платил ей зарплату до самой её смерти в 1958 году.

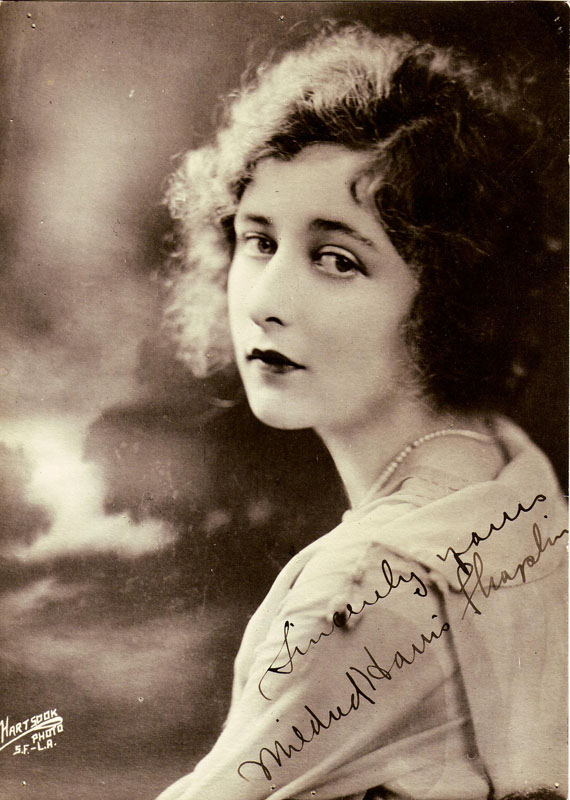
Милдред Харрис, прим. 1918—1920 гг.

#### Милдред Харрис
Милдред Харрис (1901—1944) — первая жена Чаплина. Свадьба состоялась 23 октября 1918 года. Чаплину было 29 лет, Харрис — 16. Чаплин женился на Харрис из-за её беременности. Позднее беременность оказалась ложной. 7 июля 1919 года у них родился сын — Норман Спенсер Чаплин. Ребёнок прожил всего три дня.
В 1920 году во время монтажа фильма «Малыш» началась процедура развода. Адвокаты Харрис пытались арестовать фильм. Чаплин был вынужден вывезти около 140 тысяч метров плёнки (более 2000 дублей) в другой штат. Фильм монтировался в гостиничном номере в Солт-Лейк-Сити.
Развод сопровождался взаимными обвинениями. Позднее Чаплин в автобиографии написал об этом браке:

Милдред была не злой, но она была безнадёжно зоологична. Я никогда не мог добраться до её души — она была у неё забита каким-то розовым тряпьём и всякой чепухой.

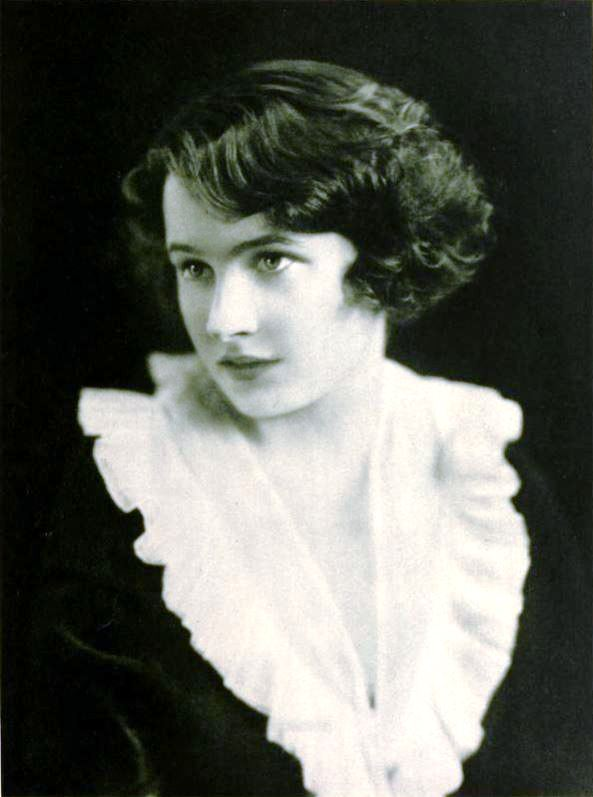
Мэй Коллинз, 1921 год

#### Мэй Коллинз
В 1921 году какое-то время был помолвлен с Мэй Коллинз, но вскоре Чаплин порвал с ней отношения.

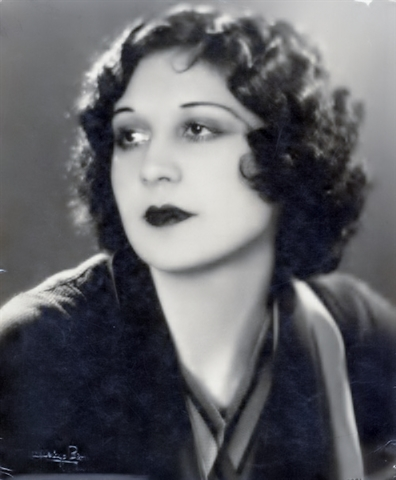
Лита Грей, чей горький развод с Чаплином вызвал скандал

#### Лита Грей
Лита Грей (1908—1995) — вторая жена Чаплина. Свадьба состоялась 26 ноября 1924 года, на тот момент Лите было всего 16 лет. В связи с этим, чтобы избежать проблем с законодательством Соединённых Штатов Америки, Чаплин женился на Лите Грей за пределами США — в Мексике. Снималась в фильмах «Золотая лихорадка», «Праздный класс», «Малыш». У них было двое сыновей: Чарльз Чаплин (младший) (1925—1968) и Сидни Эрл Чаплин (1926—2009). Развелись в 1928 году во время съёмок фильма «Цирк». Чаплин выплатил Лите 825 000 $ (по другим данным — 700 000 $) — рекордную для того времени сумму, что стало причиной расследования налоговых органов. Биограф Чаплина Джойс Милтон писала, что отношения Чаплина и Литы Грей стали основой романа Набокова «Лолита».

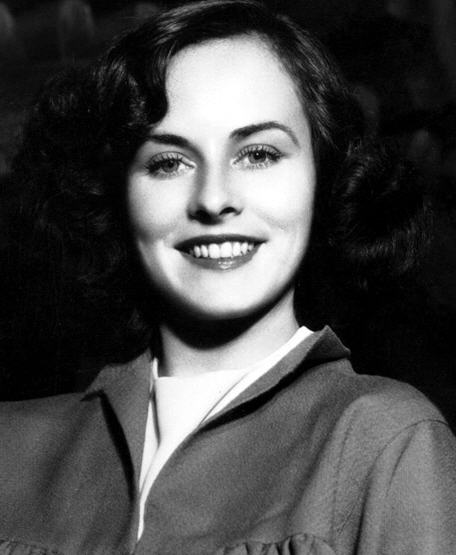
Студийный портрет для рекламы фильма «Новые времена» (1936), в котором Годдар получила свою первую существенную кинороль

#### Полетт Годдар
Актриса Полетт Годдар (1910—1990) и Чаплин были в близких отношениях с 1932 по 1940 годы. Бо́льшую часть этого времени Полетт прожила в доме Чаплина. Снималась в главных ролях в фильмах «Новые времена» и «Великий диктатор». После разрыва отношений в 1940 г. они заявили, что тайно сочетались браком в 1936 г. В конце жизни Полетт также переехала в Швейцарию. Её супругом стал писатель Эрих Мария Ремарк.

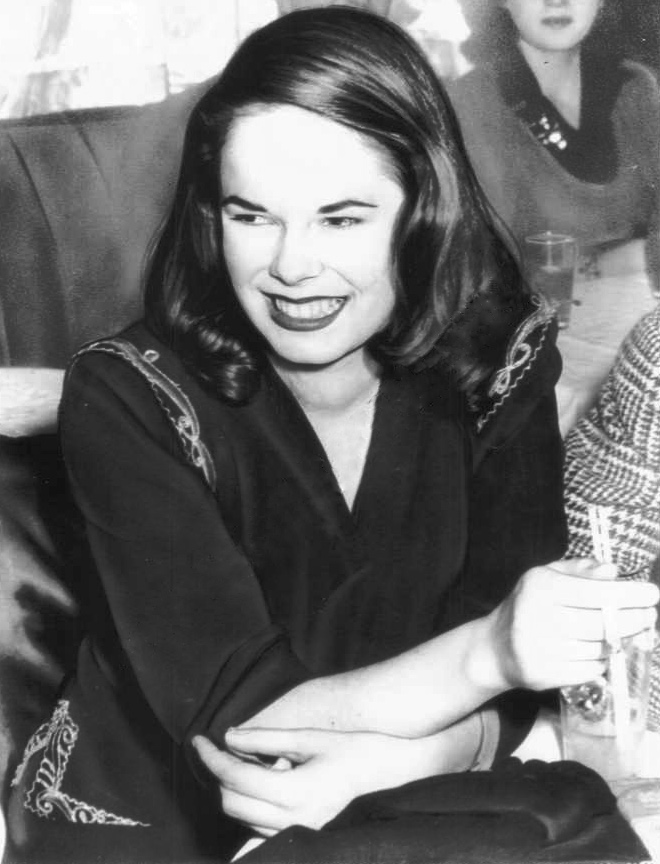
Уна О’Нил в 1943 году

#### Уна О’Нил
Уна О’Нил (14 мая 1925 — 27 сентября 1991) — дочь Юджина О’Нила. Четвёртая жена Чаплина; была на 36 лет младше него. Познакомились, когда Чаплин искал актрису для экранизации пьесы «Призрак и действительность»; фильм не был снят. Уна заявила, что не желает карьеры актрисы, а хочет посвятить себя семье. Свадьба состоялась 16 июня 1943 года во время процесса о признании отцовства ребёнка Джоан Берри. После брака с Чаплином отец Уны прекратил с ней всякие контакты.

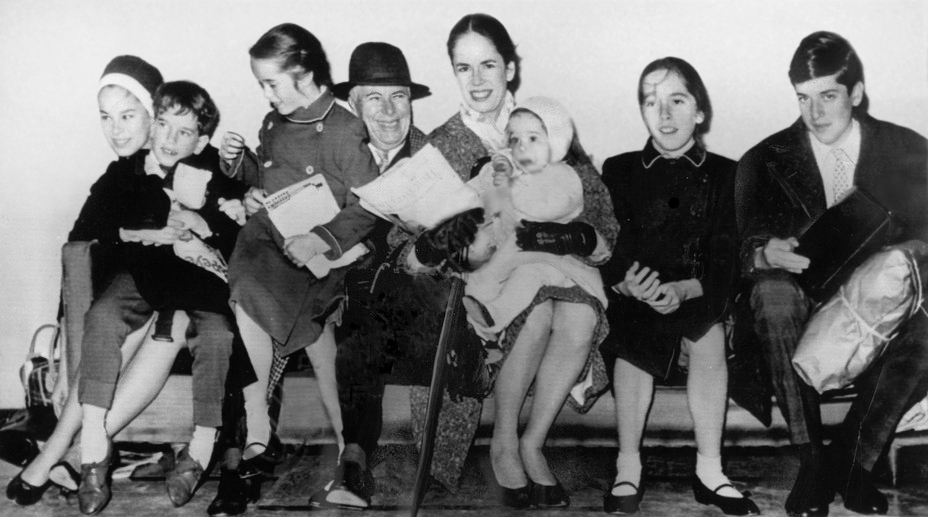
Чета Чаплин (1961) с детьми: Джеральдиной, Юджином, Викторией, Анной-Эмилией, Джозефиной и Майклом

В 1952 году Чаплин перед отъездом из США выдал Уне доверенность на распоряжение своим банковским счётом. После того, как Чаплину закрыли въезд в США, Уна вывезла имущество Чаплина из США. Позднее она отказалась от гражданства США.
О’Нил и Чаплин имели троих сыновей, Кристофера, Юджина и Майкла, и пятерых дочерей, Джеральдину, Джозефину, Джоану, Викторию и Анну-Эмилию. Последнего ребёнка Уна родила, когда её мужу было 73 года.

## Последователи и влияние
Был Чаплин. Был Райкин. По одному на страну. И двое — на целый мир.
— Михаил Жванецкий 
На волне грандиозной популярности экранного образа Чаплина появились попытки имитации его персонажа. К примеру, а фильме The Candy Kid (1917) образ и манеру игры Чаплина воспроизвёл комик Билли Уэст. Некоторые из таких подражаний становились поводом для недоразумений — например, якобы «чаплинский» фильм «Человек на пропеллере», показанный в Москве в 1922 году, был отрецензирован в прессе Алексеем Ганом.
Отдельно может быть упомянуто влияние Чаплина и созданного им образа Бродяги на авангардные художественные течения первой половины XX века. В частности, известны пьесы «Чаплин, трагигротеск в шести картинах» (1924) Мелхиора Фишера, «кино-поэма в лицах» «Чаплиниада» (1920) Ивана Голля
Чаплин стал героем стихотворения Владимира Маяковского «Киноповетрие» (1923):
Молчи, Европа, дура сквозная!

Мусьи, заткните ваше орло.

Не вы, я уверен, —

не вы, я знаю, —

Над вами смеется товарищ Шарло́.
— Владимир Маяковский 
Образ чаплинского Бродяги нашёл отражение в работах известных художников, в том числе Фернана Леже и Марка Шагала. Шагал также упомянул Чаплина в интервью 1927 года как одно из важнейших достижений культуры того времени:

«Меня порадовал триумф экспрессионизма в Германии, зарождение сюрреалистического движения во Франции и появление на экране Чарли Чаплина. Чаплин пытается добиться в кино того, что я добиваюсь в моих картинах. Сегодня он, пожалуй, единственный художник, с которым я бы без слов нашел общий язык».
Столь же высоко оценивал значение творчества Чаплина Илья Эренбург:

«Шарло наш, то есть новый, левый, ФУТУРИСТ. Но он первым возглавил не кружки сведущих и смыслящих, а народы. <…> Мы видим, что Шарло не артист настроений, не вдохновенный комик, но строгий КОНСТРУКТОР, тщательно разрабатывающий схему движений, как средневековый жонглер. Он смешит не безыскусным движением, но применением точной ФОРМУЛЫ».
Более развёрнутый анализ образов, которые художественная мысль того времени связывала с Чаплином и его творчеством, можно найти в работе Юрия Цивьяна «О Чаплине в русском авангарде и о законах случайного в искусстве» (2006).
Несмотря на то, что немое кино уступило место звуковому, актёрская и режиссёрская техника Чаплина оказала значительное влияние на многих комических актёров. Наиболее заметно это влияние прослеживается в творчестве французского актёра и режиссёра Жака Тати, который снимал звуковые фильмы, широко и с большим успехом используя приёмы немого кино (например, «Каникулы господина Юло»). Образ Чарли прослеживается в творчестве советского клоуна Карандаша.
Своеобразным последователем Чаплина можно также считать гонконгского актёра и мастера боевых искусств Джеки Чана, который использует отточенную трюковую технику для создания целых каскадов комедийных ситуаций.
В фильме «Бенни и Джун» один из главных героев, Сэм, стилем одежды и походкой напоминает Чарли Чаплина. В том же фильме Сэм исполняет танец с булочками.
Видеоряды в начале и конце фильма «Здравствуйте, я ваша тётя!» (СССР, творческое объединение «Экран», 1975) сняты в стилистике фильмов Чаплина. В фильме также использованы фрагмент фильма Чаплина «Вечер в мюзик-холле» и два регтайма из фильмов Чаплина.
В 1987 году киностудией «Ленфильм» был снят фильм-балет «Чаплиниана» на музыку Чаплина, в котором роли Клоуна и Диктатора сыграл Гали Абайдулов.

## Политическое преследование

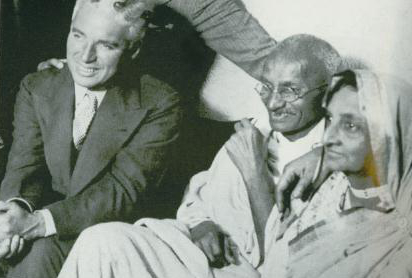
Чаплин и Ганди, Лондон, 1931 год

Во время Первой мировой войны Чаплин по просьбе правительства США участвовал в распространении правительственных облигаций. Чаплин выступал на специальных митингах вместе с Мэри Пикфорд и Дугласом Фэрбенксом.
ФБР начало расследование в отношении Чаплина ещё в 1930-х годах — после фильма «Новые времена».
Во время съёмок фильма «Великий диктатор» Чаплина предупреждали, что у фильма будут неприятности с цензурой. Чаплина просили отказаться от производства фильма, уверяя, что он никогда не будет показан ни в Англии, ни в США. После нападения Германии на СССР давление сверху прекратилось, но стали поступать письма с угрозами от зрителей. В некоторых из них содержались обещания, что в кинотеатры, в которых начнут показывать «Диктатора», будут кидать бомбы с удушливым газом и стрелять в экран. Чаплин пытался договориться с лидером профсоюзов портовых грузчиков об охране кинотеатров.
После выхода «Диктатора» на экраны нью-йоркская газета «Дейли ньюс» писала, что «Чаплин тыкал в зрителей „коммунистическим пальцем“». Нацистская пропаганда начала называть Чаплина евреем. Комиссия по расследованию неамериканской деятельности начала расследование деятельности Чаплина, одним из пунктов расследования была его национальная принадлежность.
Во время монтажа фильма «Месье Верду» Чаплина вызывали в Вашингтон на слушания Комиссии по расследованию антиамериканской деятельности, но позднее вызов отменили. Из Голливуда тогда были вызваны 19 человек. Те из них, кто настаивал на своих гражданских правах, сели на год в тюрьму за неуважение к комиссии. По одной версии, озвученной Чаплином в беседе с журналистами, чтобы высмеять Комиссию по расследованию антиамериканской деятельности, он намеревался явиться на слушания в своём костюме Бродяги; по этой причине Комиссия отменила свой вызов.
Чаплин никогда не был гражданином США. Выпуск фильма «Месье Верду» был запрещён цензурой. После дополнительного монтажа цензоры всё же разрешили фильм к прокату. Демонстрация «Месье Верду» сопровождалась в Соединённых Штатах протестами. В газетах началась травля Чаплина. Кроме обвинений в принадлежности к коммунистам, добавились обвинения в том, что он не получил гражданства США.
«Католический легион» объявил бойкот фильму, кинотеатры стали отказываться от проката «Месье Верду». В газетах печатались фотографии пикетов «Католического легиона» с плакатами «Чаплин — попутчик красных!», «Вон из нашей страны чужака!», «Чаплин слишком долго загостился у нас!», «Чаплин — неблагодарный! Он прихвостень коммунистов!», «Выслать Чаплина в Россию!». Тем не менее, фильм был номинирован на получение премии «Оскар» в категории «Лучший сценарий».
В 1952 году Чаплин захотел ненадолго выехать в Англию и запросил у иммиграционных служб США обратную визу. Иммиграционные службы США начали проводить собственное расследование, которое продолжалось несколько месяцев, и выдали Чаплину въездную визу. Уже на пути в Европу Чаплину сообщили, что въезд в США ему закрыт, а для получения визы ему предстоит ответить комиссии департамента иммиграции на ряд обвинений политического порядка, а также на обвинение в моральной распущенности.
Через три года после выезда Чаплина из США Налоговый департамент США обложил налогом доходы, полученные Чаплином в Европе от проката фильма «Огни рампы» по 1955 год. Налоговый департамент США считал его постоянным жителем США. Чаплин не смог обратиться к защите американского суда, чтобы защитить свои интересы.

## Фильмография

### Полнометражные фильмы
1. 1914 — Прерванный роман Тилли (Tillie’s Punctured Romance, др. названия — For the Love of Tillie / Marie’s Millions / Tillie’s Big Romance / Tillie’s Nightmare; актёр; первая полнометражная кинокомедия в истории)
2. 1921 — Малыш (The Kid; продюсер, режиссёр, сценарист, актёр, монтажёр, композитор)
3. 1923 — Парижанка (A Woman of Paris; продюсер, режиссёр, сценарист, актёр (камео), монтажёр, композитор)
4. 1925 — Золотая лихорадка (The Gold Rush; продюсер, режиссёр, сценарист, актёр, монтажёр, композитор)
5. 1926 — Женщина моря (A Woman of the Sea; продюсер)
6. 1928 — Цирк (The Circus; продюсер, режиссёр, сценарист, актёр, монтажёр, композитор)
7. 1931 — Огни большого города (City Lights; др. название — City Lights: A Comedy Romance in Pantomime; продюсер, режиссёр, сценарист, актёр, монтажёр, композитор)
8. 1936 — Новые времена (Modern Times; др. название — The Masses; продюсер, режиссёр, сценарист, актёр, композитор)
9. 1940 — Великий диктатор (The Great Dictator; др. название — The Dictator; продюсер, режиссёр, сценарист, актёр, композитор)
10. 1947 — Месье Верду (Monsieur Verdoux; др. названия — A Comedy of Murders / The Ladykiller; продюсер, режиссёр, сценарист, актёр, композитор)
11. 1952 — Огни рампы (Limelight; продюсер, режиссёр, сценарист, актёр, композитор)
12. 1957 — Король в Нью-Йорке (A King in New York; продюсер, режиссёр, сценарист, актёр, композитор)
13. 1967 — Графиня из Гонконга (A Countess From Hong Kong; продюсер, режиссёр, сценарист, актёр (камео), композитор)

Примечание: Чаплин часто, исполняя эпизодическую роль (камео) в своих фильмах, не был указан в титрах и появлялся инкогнито, но бывал узнан. В фильме «Парижанка» он даже в начале предупреждает в титрах, что сам в фильме не появится. В фильме «Графиня из Гонконга» он появляется в роли очень старого стюарда.

### Короткометражные фильмы
Фильмы упорядочены по хронологии выхода на экран. Русские названия приведены в большинстве случаев по фильмографии, составленной А. Г. Авенариусом. В кинопрокате России и СССР эти фильмы могли выходить также под названиями, отличающимися от приведённых.

#### Фильмы студии «Keystone»
Все фильмы выпущены в 1914 году:
| №  | Премьера    | Название                                      | Оригинал                       | Другие названия                                                                       |
| -- | ----------- | --------------------------------------------- | ------------------------------ | ------------------------------------------------------------------------------------- |
| 1  | 2 февраля   | Зарабатывая на жизнь                          | Making a Living                | A Busted Johnny; Troubles; Doing His Best; Take My Picture                            |
| 2  | 7 февраля   | Детские автомобильные гонки                   | Kid Auto Races at Venice       | The Children’s Automobile Race; Kid’s Auto Race; The Pest                             |
| 3  | 8 февраля   | Необыкновенно затруднительное положение Мэйбл | Mabel’s Strange Predicament    | Hotel Mixup; Pajamas                                                                  |
| 4  | 28 февраля  | Между двумя ливнями                           | Between Showers                | Charlie and the Umbrella; The Flirts; Between Shaves; In Wrong Thunder and Ligh       |
| 5  | 2 марта     | Джонни в кино                                 | A Film Johnnie                 | Charlie at the Studio; Charlie the Actor; Film Johnny; Million Dollar Job; Movie Nut  |
| 6  | 9 марта     | Танго-путаница                                | Tango Tangles                  | Charlie’s Recreation; Music Hall                                                      |
| 7  | 16 марта    | Его любимое времяпрепровождение               | His Favorite Pastime           | The Bonehead; Charlie Is Thirsty; Charlie’s Reckless Fling; The                       |
| 8  | 26 марта    | Жестокая, жестокая любовь                     | Cruel, Cruel Love              | Lord Helpus                                                                           |
| 9  | 4 апреля    | Лучший жилец                                  | The Star Boarder               | The Fatal Lantern; The Hash-House Hero; In Love with His Landlady; The Landlady’s Pet |
| 10 | 18 апреля   | Мейбл за рулём                                | Mabel at the Wheel             | His Daredevil Queen; A Hot Finish                                                     |
| 11 | 20 апреля   | Двадцать минут любви                          | Twenty Minutes of Love         | Cops and Watches; He Loves Her So; Love-Friend                                        |
| 12 | 27 апреля   | Настигнутый в кабаре                          | Caught in a Cabaret            | Charlie the Waiter; Faking with Society; Jazz Waiter; Prime Minister Charl            |
| 13 | 4 мая       | Застигнутый дождём                            | Caught in the Rain             | At It Again; In the Park; Who Got Stung?                                              |
| 14 | 7 мая       | Деловой день                                  | A Busy Day                     | Busy as Can Be; Lady Charlie; Militant Suffragette                                    |
| 15 | 1 июня      | Роковой молоток                               | The Fatal Mallet               | Hit Him Again; The Pile Driver; The Rival Suitors                                     |
| 16 | 4 июня      | Её друг — бандит                              | Her Friend the Bandit          | Mabel’s Flirtation; A Thief Catcher                                                   |
| 17 | 11 июня     | Нокаут                                        | The Knockout                   | Counted Out; The Pugilist                                                             |
| 18 | 13 июня     | Деловой день Мэйбл                            | Mabel’s Busy Day               | Charlie and the Sausages; Hot Dog Charlie; Hot Dogs; Love and Lunch                   |
| 19 | 20 июня     | Семейная жизнь Мейбл                          | Mabel’s Married Life           | The Squarehead; When You’re Married                                                   |
| 20 | 9 июля      | Веселящий газ                                 | Laughing Gas                   | Busy Little Dentist; The Dentist; Down and Out; Laffing Gas; Tuning His Ivories       |
| 21 | 1 августа   | Реквизитор                                    | The Property Man               | Charlie on the Boards; Getting His Goat; Props; The Rustabout; Vamping Venus          |
| 22 | 10 августа  | Лицо на полу бара                             | The Face on the Bar Room Floor | The Ham Actor; The Ham Artist                                                         |
| 23 | 13 августа  | Отпуск                                        | Recreation                     | Spring Fever                                                                          |
| 24 | 27 августа  | Маскарадная маска                             | The Masquerader                | The Female Impersonator; The Female; The Perfumed Lady; The Picnic; Putting One       |
| 25 | 30 августа  | Его новая профессия                           | His New Profession             | The Good for Nothing; Helping Himself                                                 |
| 26 | 7 сентября  | Транжиры                                      | The Rounders                   | Going Down; The Love Thief; Oh, What a Night; Revelry; Tip, Tap, Toe; Two of a Kind   |
| 27 | 24 сентября | Новый привратник                              | The New Janitor                | The Blundering Boob; The New Porter; The Porter                                       |
| 28 | 10 октября  | Эти муки любви                                | Those Love Pangs               | Busted Hearts; Oh, You Girls; The Rival Mashers                                       |
| 29 | 26 октября  | Тесто и динамит                               | Dough and Dynamite             | The Cook; The Doughnut Designer; The New Cook                                         |
| 30 | 29 октября  | Нахальный джентльмен                          | Gentlemen of Nerve             | Charlie at the Races; Some Nerve                                                      |
| 31 | 7 ноября    | Его музыкальная карьера                       | His Musical Career             | Charlie as a Piano Mover; Musical Tramps; The Piano Movers                            |
| 32 | 9 ноября    | Его место для свиданий                        | His Trysting Place             | Family Home; Family House; The Henpecked Spouse; His Trysting Places                  |
| 33 | 14 ноября   | Прерванный роман Тилли                        | Tillie’s Punctured Romance     |                                                                                       |
| 34 | 5 декабря   | Состоявшееся знакомство                       | Getting Acquainted             | Exchange Is No Robbery; A Fair Exchange; Hello Everybody                              |
| 35 | 7 декабря   | Его доисторическое прошлое                    | His Prehistoric Past           | The Caveman; A Dream; The Hula-Hula Dance; King Charlie                               |

#### Фильмы студии «Essanay»
| №  | Премьера         | Название                                 | Оригинал                              | Другие названия                                                                          |
| -- | ---------------- | ---------------------------------------- | ------------------------------------- | ---------------------------------------------------------------------------------------- |
| 1  | 1915, 1 февраля  | Его новая работа                         | His New Job                           | Charlie’s New Job                                                                        |
| 2  | 1915, 15 февраля | Ночь напролёт                            | A Night Out                           | Champagne Charlie; Charlie’s Drunken Daze; Charlie’s Night Out; His Night Out            |
| 3  | 1915, 11 марта   | Чемпион                                  | The Champion                          | Battling Charlie; Champion Charlie; Charlie the Champion                                 |
| 4  | 1915, 18 марта   | В парке                                  | In the Park                           | Charlie in the Park; Charlie on the Spree                                                |
| 5  | 1915, 1 апреля   | Бегство в автомобиле                     | A Jitney Elopement                    | Charlie’s Elopement; Married in Haste                                                    |
| 6  | 1915, 16 апреля  | Бродяга                                  | The Tramp                             | Charlie on the Farm; Charlie the Hobo; Charlie the Tramp                                 |
| 7  | 1915, 29 апреля  | У моря                                   | By the Sea                            | Charlie by the Sea; Charlie’s Day Out                                                    |
| 8  | 1915, 21 июня    | Работа                                   | Work                                  | Charlie at Work; Charlie the Decorator; Only a Working Man; The Paperhanger; The Plumber |
| 9  | 1915, 12 июля    | Женщина                                  | A Woman                               | Charlie the Perfect Lady; The Perfect Lady                                               |
| 10 | 1915, 9 августа  | Банк                                     | The Bank                              | Charlie Detective; Charlie at the Bank; Charlie in the Bank                              |
| 11 | 1915, 4 октября  | Зашанхаенный                             | Shanghaied                            | Charlie Shanghaied; Charlie on the Ocean; Charlie the Sailor                             |
| 12 | 1915, 20 ноября  | Вечер в мюзик-холле                      | A Night in the Show                   | Charlie at the Show; A Night at the Show                                                 |
| 13 | 1915, 18 декабря | Кармен                                   | Charlie Chaplin’s Burlesque on Carmen | Burlesque on Carmen                                                                      |
| 14 | 1916, 27 марта   | Полиция                                  | Police                                | Charlie in the Police; Charlie the Burglar; Housebreaker                                 |
| 15 | 1916, 21 октября | Обозрение творчества Чаплина в «Эссеней» | The Essanay-Chaplin Revue of 1916     | The Chaplin Revue of 1916                                                                |
| 16 | 1918, 11 августа | Тройная неприятность                     | Triple Trouble                        | Charlie’s Triple Trouble                                                                 |

#### Фильмы студии «Mutual»
| №  | Премьера         | Название             | Оригинал          | Другие названия                                       |
| -- | ---------------- | -------------------- | ----------------- | ----------------------------------------------------- |
| 1  | 1916, 15 мая     | Контролёр универмага | The Floorwalker   | Shop; The Store                                       |
| 2  | 1916, 12 июня    | Пожарный             | The Fireman       | The Fiery Circle; A Gallant Fireman                   |
| 3  | 1916, 10 июля    | Скиталец             | The Vagabond      | Gipsy Life                                            |
| 4  | 1916, 7 августа  | В час ночи           | One A.M.          | Solo                                                  |
| 5  | 1916, 4 сентября | Граф                 | The Count         | Almost a Gentleman                                    |
| 6  | 1916, 2 октября  | Лавка ростовщика     | The Pawnshop      | At the Sign of the Dollar; High and Low Finance       |
| 7  | 1916, 13 ноября  | За экраном           | Behind the Screen | The Pride of Hollywood                                |
| 8  | 1916, 4 декабря  | Скетинг-ринг         | The Rink          | Rolling Around; Waiter                                |
| 9  | 1917, 22 января  | Тихая улица          | Easy Street       |                                                       |
| 10 | 1917, 16 апреля  | Лечение              | The Cure          | The Water Cure                                        |
| 11 | 1917, 17 июня    | Иммигрант            | The Immigrant     | Broke; Hello U.S.A.; A Modern Columbus; The New World |
| 12 | 1917, 23 октября | Искатель приключений | The Adventurer    |                                                       |

#### Фильмы студии «First National»
| № | Премьера          | Название          | Оригинал         | Другие названия                          |
| - | ----------------- | ----------------- | ---------------- | ---------------------------------------- |
| 1 | 1918, 14 апреля   | Собачья жизнь     | A Dog’s Life     |                                          |
| 2 | 1918, 28 сентября | Облигация         | The Bond         | Charlie Chaplin in a Liberty Loan Appeal |
| 3 | 1918, 20 октября  | На плечо!         | Shoulder Arms    |                                          |
| 4 | 1919, 22 июня     | Солнечная сторона | Sunnyside        |                                          |
| 5 | 1919, 7 декабря   | Удовольствия дня  | A Day’s Pleasure | A Ford Story                             |
| 6 | 1921, 25 сентября | Праздный класс    | The Idle Class   | Vanity Fair                              |
| 7 | 1922, 2 апреля    | День получки      | Pay Day          |                                          |
| 8 | 1923, 25 февраля  | Пилигрим          | The Pilgrim      |                                          |

### Эпизодические появления в других фильмах
- 1914 — Охотник за грабителями (A Thief Catcher, полицейский в эпизоде)[53]
- 1915 — Его выздоровление (His Regeneration, посетитель в эпизоде)
- 1921 — Чудак (The Nut, прохожий в эпизоде)[54]
- 1923 — Души на продажу (Souls For Sale, в роли самого себя)
- 1923 — Голливуд (Hollywood, в роли самого себя)[55]
- 1928 — Люди искусства (Show People, в роли самого себя)

## Оценки
В дореволюционной России фильмы Чаплина не пользовались значительным успехом. В 1916 году журнал «Проектор» писал: «…Чаплин далеко не комический актёр. Он просто клоун, просто тот, кто получает пощёчины. <…> У нас в России Чаплин не может иметь такого успеха: он слишком груб, слишком примитивен, слишком мало изящен. <…> Такие комики, как Макс Линдер, Пренс, Паташон, даже Андре Дид, нам несравненно ближе и понятней».

## Память
- В честь Чарли Чаплина назван астероид (3623) Чаплин, открытый в 1981 году советским астрономом Л. Г. Карачкиной.
- Хореограф Морис Бежар посвятил Чарли Чаплину балет Mr. C. Премьера состоялась в театре Ла Фениче (Венеция) в 1993 году при участии дочери Чаплина Анны-Эмилии.

### Фильмы о Чаплине
- 1992 — «Чаплин», художественный фильм режиссёра Ричарда Аттенборо, в роли Чарльза Чаплина — Роберт Дауни-младший, в роли его матери Ханны — её внучка, дочь Чарльза Джеральдина Чаплин.
- 1983 — «Неизвестный Чаплин» (Unknown Chaplin), британский трёхсерийный документальный фильм, в который вошли сохранившиеся рабочие материалы фильмов Чаплина, его редкие домашние и документальные съёмки и фрагменты, не вошедшие в окончательные версии монтажа его фильмов.
- 2003 — «Чарли: Жизнь и искусство Чарли Чаплина» (Charlie: The Life and Art of Charles Chaplin), документальный фильм Ричарда Шикела, посвящённый биографии и творчеству Чаплина.
- 2011 — «Чаплин и компания» (Chaplin & Co), комедийный CGI-мультсериал, рассказывающий о приключениях Бродяги Чарли в современном мегаполисе.